# خودکشی در بریتانیا

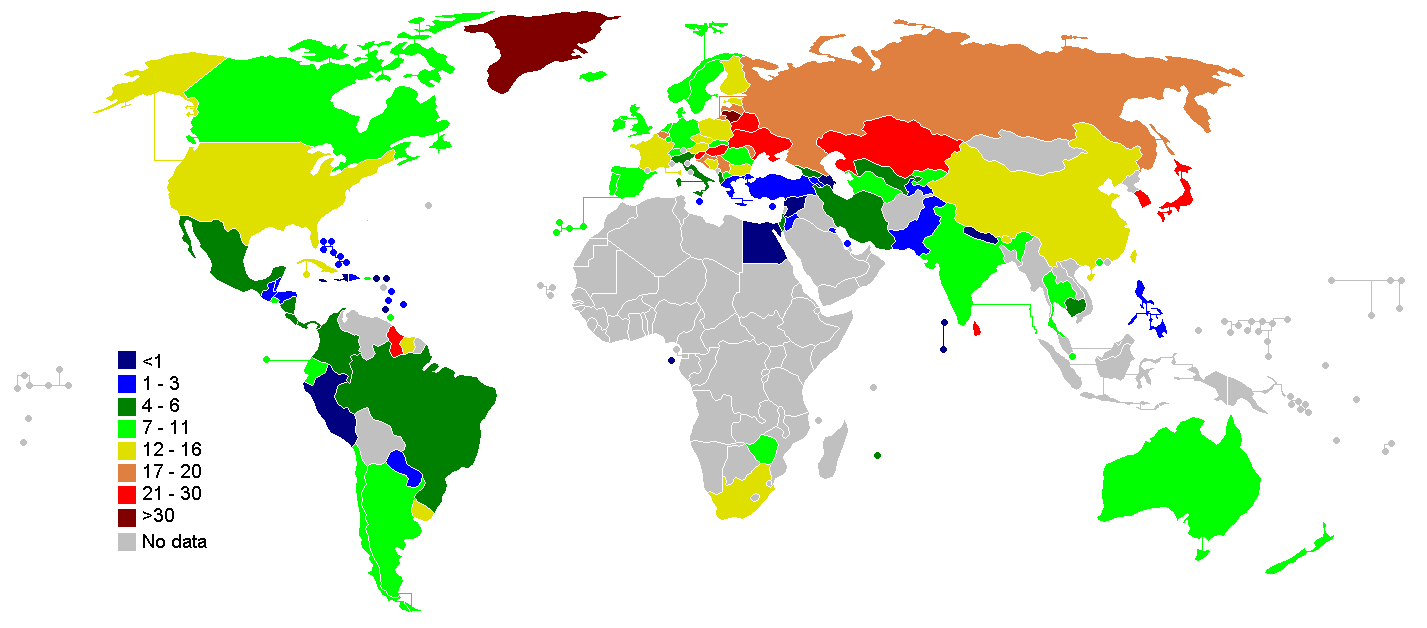
نرخ خودکشی بریتانیا در هر ۱۰۰٬۰۰۰ تن در مقایسه با دیگر کشورها بر پایه داده‌های سازمان بهداشت جهانی

خودکشی در بریتانیا (انگلستان) به یک معضل اجتماعی و ملی بدل شده‌است. در سال ۲۰۱۱، ۶٬۰۴۵ تن، سال ۲۰۱۰، ۵٬۶۰۸ تن و سال ۲۰۰۹، ۵٬۶۷۵ تن از افراد ۱۵ سال به بالا در این کشور خودکشی کرده‌اند. نرخ خودکشی مردان در سال ۲۰۱۱ به بالاترین حد خود از سال ۲۰۰۲ به بعد رسید. در ژانویه ۲۰۱۳ نمایندگان پارلمان این کشور به این افزایش شدید خودکشی‌ها اعتراض کردند.
سازمان‌های دولتی و سایر سازمان‌ها ابتکارات مختلف و طرح های حمایتی را برای تلاش برای جلوگیری از خودکشی در کشور ایجاد کرده‌اند، از جمله ایجاد یک پست جدید، معاون وزیر امور خارجه پارلمان (سلامت روان، نابرابری‌ها و پیشگیری از خودکشی).

## کاراها
پژوهشگران و جامعه‌شناسان کاراهای گوناگونی را در این بالا بودن آمار خودکشی در بریتانیا دخیل دانسته‌اند. از جمله این کاراها می‌توان به بحران اقتصادی دهه گذشته، بیکاری، رکود اقتصادی و تنهایی اشاره نمود. طی پژوهشی که سازمان خیریه ساماریتانز به انجام رساند، مشخص شد بیماری‌های روانی مردان میان‌سال و از دست دادن و پایمال شدن غرور مردانگی نیز از جمله مهم‌ترین این کاراها هستند.

## روش‌های خودکشی
شایع‌ترین روش خودکشی در کشور بریتانیا حلق‌آویز کردن است. از دیگر روش‌ها می‌توان به خودکشی با اسلحه و سم را نام برد. از آنجا که در این کشور تنها ۴٪ مردم به اسلحه دسترسی دارند، خودکشی با سلاح گرم کم‌ترین روش انتخاب شده‌است. زنان بریتانیایی بیش‌تر با مسمومیت یا مصرف بیش از حد دارو خودکشی می‌کنند.
در اواسط قرن بیستم، استنشاق گاز خانگی یکی از شایع‌ترین روش‌های خودکشی بود. در دهه ۱۹۹۰ این روش به‌طور کامل کنار گذاشته شد؛ چراکه مصرف گاز زغال سنگ که دارای سموم فراوانی بود، جای خود را به مصرف گاز طبیعی داد. بعدها استنشاق گاز مونوکسید کربن ناشی از اگزوز اتوموبیل رایج شد که آن نیز به سبب معرفی مبدل کاتالیست به بازار خودروها رو به کاهش گذاشت.

## آمار

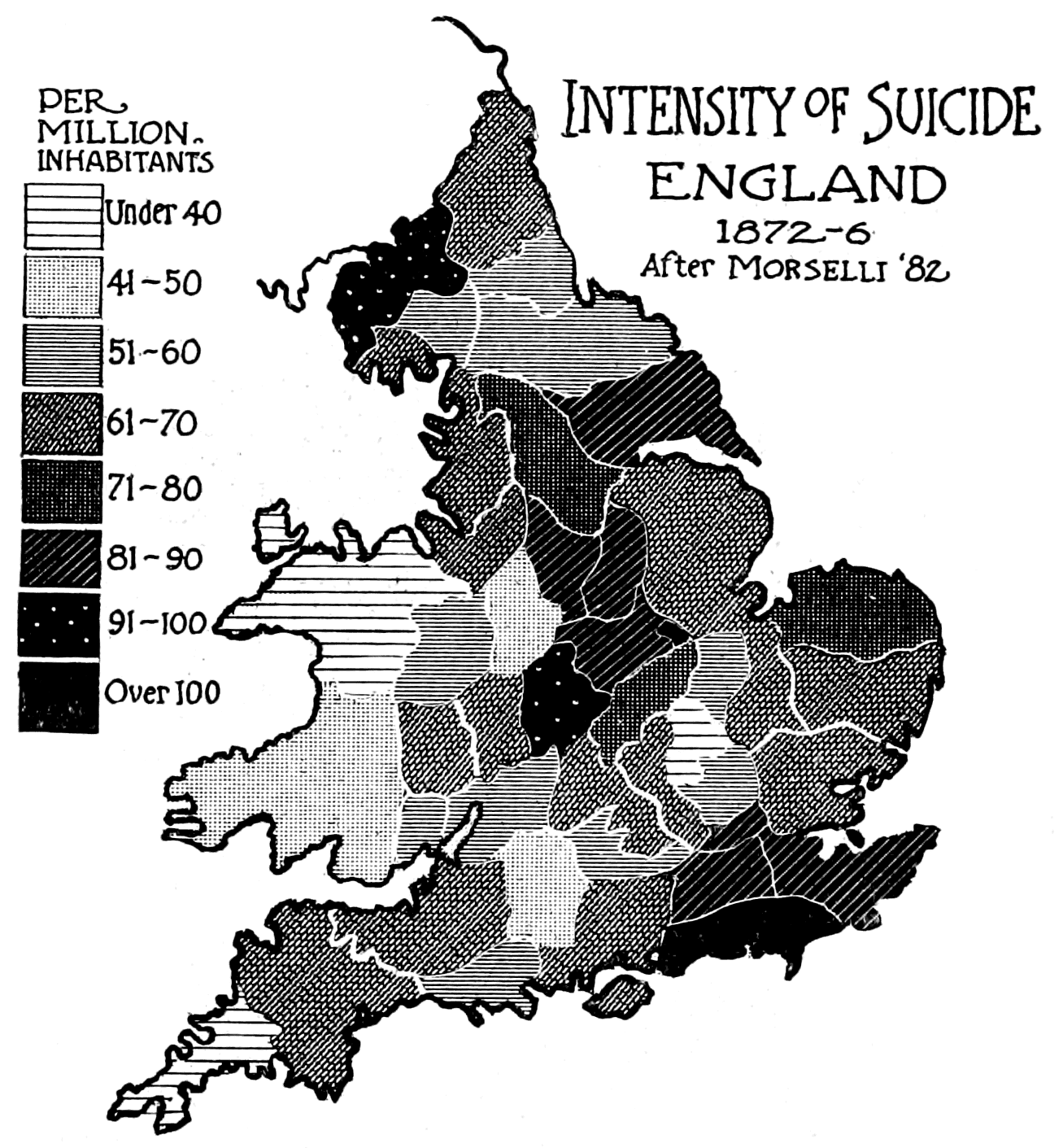
نقشه نرخ خودکشی در انگلیس و ولز از سال ۱۸۷۲ تا ۱۸۷۶.

در کشور بریتانیا در سال ۲۰۱۱، ۶٬۰۴۵ تن، سال ۲۰۱۰، ۵٬۶۰۸ تن و سال ۲۰۰۹، ۵٬۶۷۵ تن از افراد ۱۵ سال به بالا خودکشی کرده‌اند. نرم خودکشی در بریتانیا در هر ۱۰۰٬۰۰۰ تن از سال ۲۰۱۰ تا ۲۰۱۱ به میزان ۰٫۷ افزایش داشته‌است.
| نرخ خودکشی در انگلیس از ۲۰۰۶ تا ۲۰۱۳ برپایه جنسیت در هر ۱۰۰٬۰۰۰ تن            | نرخ خودکشی در انگلیس از ۲۰۰۶ تا ۲۰۱۳ برپایه جنسیت در هر ۱۰۰٬۰۰۰ تن | نرخ خودکشی در انگلیس از ۲۰۰۶ تا ۲۰۱۳ برپایه جنسیت در هر ۱۰۰٬۰۰۰ تن |
| سال                                                                           | مردان                                                              | زنان                                                               |
| ----------------------------------------------------------------------------- | ------------------------------------------------------------------ | ------------------------------------------------------------------ |
| ۲۰۰۶                                                                          | ۱۷٫۴                                                               | ۵٫۳                                                                |
| ۲۰۰۷                                                                          | ۱۶٫۸                                                               | ۵٫۰                                                                |
| ۲۰۰۸                                                                          | ۱۷٫۷                                                               | ۵٫۴                                                                |
| ۲۰۰۹                                                                          | ۱۷٫۵                                                               | ۵٫۲                                                                |
| ۲۰۱۰                                                                          | ۱۷٫۰                                                               | ۵٫۳                                                                |
| ۲۰۱۱                                                                          | ۱۸٫۲                                                               | ۵٫۶                                                                |
| ۲۰۱۲                                                                          | ۱۸٫۲                                                               | ۵٫۲                                                                |
| ۲۰۱۳                                                                          | ۱۹٫۰                                                               | ۵٫۱                                                                |
| منبع: اداره آمار ملی، اداره آمار اسکاتلند، آژانس آمار و پژوهش‌های ایرلند شمالی |                                                                    |                                                                    |

| نرخ خودکشی بر پایه سن و جنسیت در بریتانیا از ۲۰۰۶ تا ۲۰۱۰ در هر ۱۰۰٬۰۰۰ تن    | نرخ خودکشی بر پایه سن و جنسیت در بریتانیا از ۲۰۰۶ تا ۲۰۱۰ در هر ۱۰۰٬۰۰۰ تن | نرخ خودکشی بر پایه سن و جنسیت در بریتانیا از ۲۰۰۶ تا ۲۰۱۰ در هر ۱۰۰٬۰۰۰ تن | نرخ خودکشی بر پایه سن و جنسیت در بریتانیا از ۲۰۰۶ تا ۲۰۱۰ در هر ۱۰۰٬۰۰۰ تن | نرخ خودکشی بر پایه سن و جنسیت در بریتانیا از ۲۰۰۶ تا ۲۰۱۰ در هر ۱۰۰٬۰۰۰ تن | نرخ خودکشی بر پایه سن و جنسیت در بریتانیا از ۲۰۰۶ تا ۲۰۱۰ در هر ۱۰۰٬۰۰۰ تن | نرخ خودکشی بر پایه سن و جنسیت در بریتانیا از ۲۰۰۶ تا ۲۰۱۰ در هر ۱۰۰٬۰۰۰ تن |
|                                                                               | مردان                                                                      | مردان                                                                      | مردان                                                                      | زنان                                                                       | زنان                                                                       | زنان                                                                       |
| ----------------------------------------------------------------------------- | -------------------------------------------------------------------------- | -------------------------------------------------------------------------- | -------------------------------------------------------------------------- | -------------------------------------------------------------------------- | -------------------------------------------------------------------------- | -------------------------------------------------------------------------- |
| سال                                                                           | ۱۵–۴۴                                                                      | ۴۵–۷۴                                                                      | ۷۵+                                                                        | ۱۵–۴۴                                                                      | ۴۵–۷۴                                                                      | ۷۵+                                                                        |
| ۲۰۰۶                                                                          | ۱۷٫۷                                                                       | ۱۷٫۳                                                                       | ۱۴٫۹                                                                       | ۴٫۴                                                                        | ۶٫۶                                                                        | ۴٫۵                                                                        |
| ۲۰۰۷                                                                          | ۱۷٫۶                                                                       | ۱۶٫۰                                                                       | ۱۵٫۲                                                                       | ۴٫۲                                                                        | ۶٫۲                                                                        | ۴٫۳                                                                        |
| ۲۰۰۸                                                                          | ۱۸٫۶                                                                       | ۱۷٫۰                                                                       | ۱۳٫۹                                                                       | ۴٫۹                                                                        | ۶٫۱                                                                        | ۴٫۵                                                                        |
| ۲۰۰۹                                                                          | ۱۸٫۰                                                                       | ۱۷٫۴                                                                       | ۱۳٫۶                                                                       | ۴٫۹                                                                        | ۵٫۸                                                                        | ۴٫۷                                                                        |
| ۲۰۱۰                                                                          | ۱۶٫۷                                                                       | ۱۷٫۷                                                                       | ۱۴٫۶                                                                       | ۴٫۸                                                                        | ۶٫۰                                                                        | ۴٫۲                                                                        |
| منبع: اداره آمار ملی، اداره آمار اسکاتلند، آژانس آمار و پژوهش‌های ایرلند شمالی |                                                                            |                                                                            |                                                                            |                                                                            |                                                                            |                                                                            |

## پیشگری از خودکشی

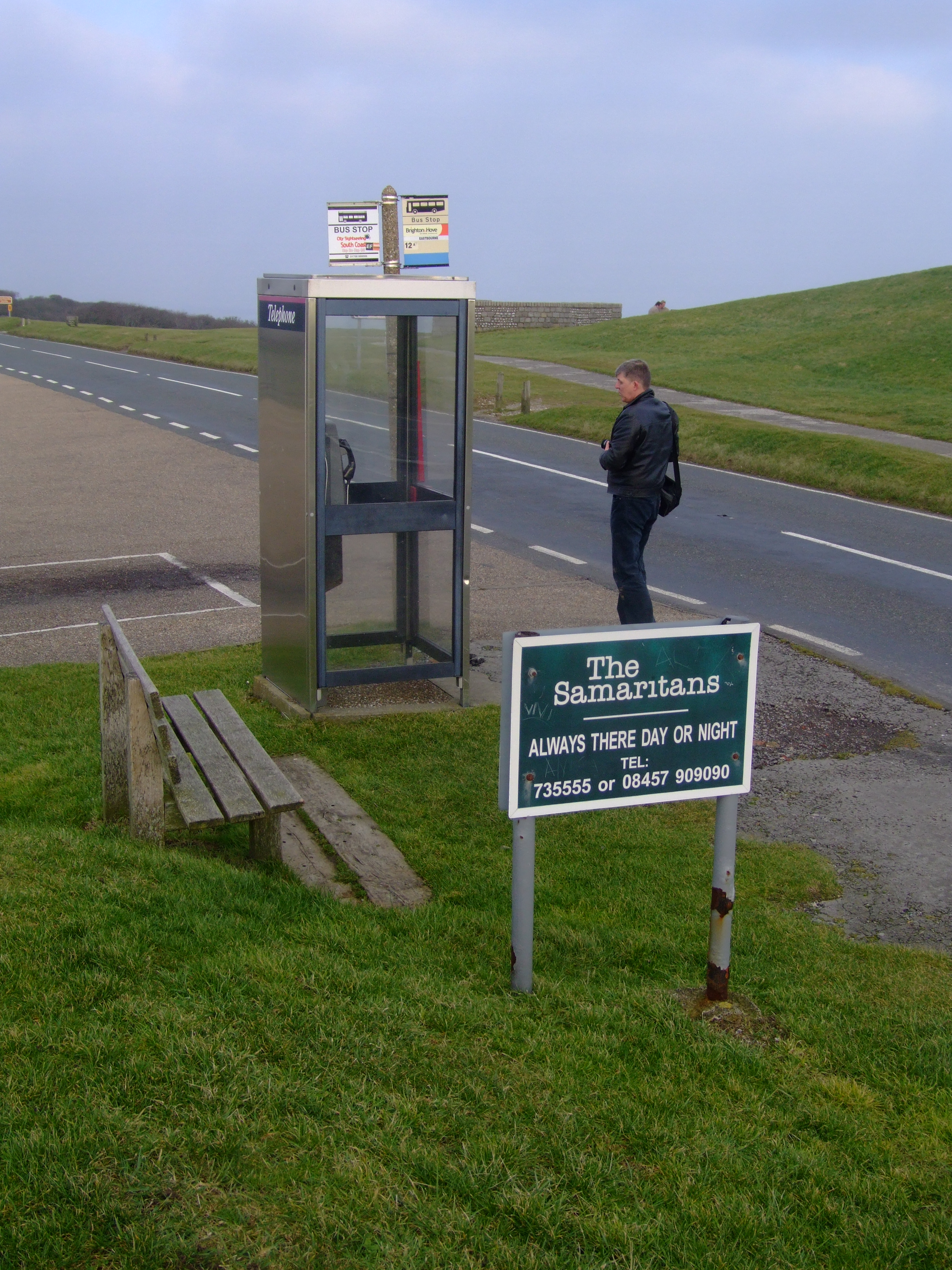
جعبه تلفن BT نزدیک به بیچی هد با تابلویی برای سامری ها. NB. شماره فعلی سامریان 116123 است.

دولت انگلیس به کمک دیگر سازمان‌های جهانی در تلاش برای پیشگیری از خودکشی هستند. برخی سازمان‌های خیریه در این زمینه عبارتند از پاپیروس (که در سال ۱۹۹۵ توسط والدینی که بازمانده خودکشی فرزندشان بودند، بنیان‌گذاری شد)، مِیتری (خانه امن خودکش‌ها) و گروه تو می‌توانی با مشکلات کنار بیایی.
در سال ۲۰۱۲ دولت ۱٫۵ میلیون پوند برای مبارزه با خودکشی اختصاص داد. در ژانویه ۲۰۱۴ فیس‌بوک به همراه سازمان پیشگیری از خودکشی "Save.org" آغاز به ارائه داده‌هایی کردند که دربارهٔ افکار خودکشی کاربران و میزان خطر هشدار می‌داد.